# Louis Petit (Bischof)

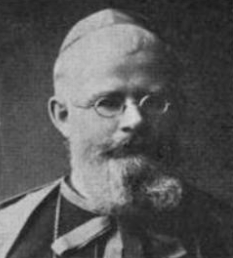
Erzbischof Louis Petit (1917)

Louis Petit AA (* 21. Februar 1868 in Viuz-la-Chiésaz; † 5. November 1927 in Menton) war ein französischer Ordensgeistlicher, Byzantinist und römisch-katholischer Erzbischof von Athen.

## Leben
Louis Petit wurde in Viuz-la-Chiésaz als siebtes von elf Kindern einer Bauernfamilie geboren. Er besuchte das Alumnat der Assumptionisten in Notre-Dame des Châteaux (1879–1883) und in Clairmarais (1883–1885). Anschließend trat Petit der Ordensgemeinschaft der Assumptionisten bei und wurde am 15. August 1885 eingekleidet. Nachdem er das Noviziat in Osma in Spanien absolviert hatte, legte er am 25. März 1886 in Livry die erste und am 15. August 1887 die ewige Profess ab. Von 1887 bis 1889 war Petit als Lehrer am ordenseigenen Alumnat in Notre-Dame des Châteaux tätig. Anschließend studierte er Philosophie und Katholische Theologie in Rom. Am 15. August 1891 empfing er in Livry das Sakrament der Priesterweihe. Nach weiterführenden Studien erwarb er 1892 in Rom ein Lizenziat im Fach Philosophie.
Petit unterrichtete zunächst an den Alumnaten der Assumptionisten in Clairmarais (1892) und in Fanaraki auf der Halbinsel Peloponnes (1893). Nachdem er 1894 in Rom ein Lizenziat im Fach Katholische Theologie erlangt hatte, wurde er Superior des Scholastikats seiner Ordensgemeinschaft in Toulouse. 1895 wurde Petit in das Osmanische Reich entsandt, wo er das Studienhaus École pratique des hautes études in Kadıköy und 1897 die Zeitschrift Les Echos d’Orient gründete. In der Folge fungierte er als Superior des Studienhauses in Kadıköy, an dem er auch Ostkirchenrecht sowie byzantinische Literatur und Liturgie lehrte. Daneben trug er eine umfangreiche Sammlung von Dokumenten über das christliche Leben im Orient zusammen. Ferner gehörte Petit dem Zentrum für hellenische Kultur im Osmanischen Reich und dem Russischen Archäologischen Institut in Pera an. Er wirkte überdies an mehreren Wörterbüchern und Enzyklopädien mit und publizierte Artikel in den Zeitschriften Orient Chrétien, Bessarione, Byzantinische Zeitschrift, Vizantiiski Vremennik, Bulletin de l’Institut archéologique russe de Constantinople, Studia bizantina, und Analecta Bollandiana sowie unter dem Pseudonym Victor Semnoz in Les Echos d’Orient. Er gab zusammen mit Jean-Baptiste Martin zudem die Neuauflage und die Fortsetzungsbände 37 bis 46 der von Giovanni Domenico Mansi begonnenen Sammlung Sacrorum conciliorum nova et amplissima collectio heraus und war an der Edition der Akten des Ersten Vatikanischen Konzils beteiligt. Seine Forschungsschwerpunkte waren die monastischen und hagiographischen Akten des antiken Byzanz. 1901 und 1905 unternahm Petit Forschungsreisen auf den Berg Athos, um die dort aufbewahrten Manuskripte zu katalogisieren und zu erforschen. Von Mai bis Dezember 1903 fungierte er außerdem als Provinzial der orientalischen Ordensprovinz der Assumptionisten. Er nahm 1906 am Generalkapitel der Assumptionisten teil und war ab 1911 Generalassistent der Ordensgemeinschaft. Darüber hinaus beriet er 1911 die Synode der armenisch-katholischen Kirche.
Papst Pius X. ernannte ihn am 4. März 1912 zum Erzbischof von Athen und zum Apostolischen Delegat in Griechenland. Die Bischofsweihe spendete ihm der Bischof von Montpellier, François-Marie-Anatole Kardinal de Rovérié de Cabrières, am 25. April desselben Jahres in der Kirche Sant’Agostino in Campo Marzio in Rom; Mitkonsekratoren waren Pierre-Lucien Campistron, Bischof von Annecy, und Kurienbischof Agostino Zampini OESA, Sakristan des Apostolischen Palastes. Petit war damit der erste Assumptionist, der zum Bischof geweiht wurde. Die Amtseinführung fand am 21. Mai 1912 statt.
Als Erzbischof konsolidierte Petit die finanzielle Situation des Erzbistums Athen und koordinierte die Renovierung der Kathedrale St. Dionysius Areopagita in Athen. Ferner engagierte er sich im Dialog mit der griechisch-orthodoxen Kirche. Jedoch bereiteten ihm in seiner Amtszeit mehrfach Widerstände im Klerus Probleme. Im September 1916 unterbreitete Petit im Rahmen eines Ad-limina-Besuchs Papst Benedikt XV. den Vorschlag zur Gründung einer eigenen Kongregation für die Kirchen im Orient und eines Instituts in Rom, das sich mit der Erforschung der christlichen Tradition des Orients befassen solle. Diese Ansinnen wurden 1917 durch die Errichtung der Heiligen Kongregation für die Ostkirche und des Päpstlichen Orientalischen Instituts verwirklicht. 1921 erhielt Petit den Erlöser-Orden (Kommandeur) und wurde als Ritter in die Ehrenlegion aufgenommen. Ab 1921 agierte er als Vermittler zwischen der griechischen Regierung und dem Heiligen Stuhl im Rahmen von Konkordatssverhandlungen, die aber infolge des zweiten Griechisch-Türkischen Kriegs scheiterten. 1922 wurde auf Petits Initiative hin ein Hilfszentrum für Flüchtlinge aus Kleinasien errichtet.
Am 24. Juni 1926 nahm Papst Pius XI. das von Louis Petit aus gesundheitlichen Gründen vorgebrachte Rücktrittsgesuch an und ernannte ihn zum Titularerzbischof von Corinthus. Petit lebte danach zunächst in der Niederlassung der Assumptionisten in Rom und widmete sich wieder seiner Forschungstätigkeit. 1927 kehrte er nach Frankreich zurück und wohnte seitdem in der Niederlassung seiner Ordensgemeinschaft in Menton, wo er im November desselben Jahres an einer Infektion starb. Sein Grab befindet sich in Roquebrune.

## Schriften

### Monographien
- Louis Petit: Les confréries musulmanes (= Science et religion. Band 1). Bloud et Barral, Paris 1899, OCLC 66049075.
- Louis Petit (Hrsg.): Vie et office de Michel le Maléinote suivis du traité ascétique de Basile le Maléinote (= Bibliothèque hagiographique orientale. Band 4). Librairie A. Picard et fils, Paris 1903, OCLC 458272071 (archive.org).
- Louis Petit (Hrsg.): Actes de l’Athos. Band 1: Actes de Xenophon. Impr. de l’Académie des sciences, Sankt Petersburg 1903, OCLC 829690731.
- Louis Petit (Hrsg.): Actes de l’Athos. Band 2: Actes du Pantocrator. Impr. de l’Académie des sciences, Sankt Petersburg 1903, OCLC 829693401.
- Louis Petit (Hrsg.): Vie et office de saint Euthyme le Jeune (= Bibliothèque hagiographique orientale. Band 5). Librairie A. Picard et fils, Paris 1904, OCLC 78357288 (bnf.fr).
- Gabriel Millet, Jules Pargoire, Louis Petit: Recueil des inscriptions chrétiennes de l’Athos (= Bibliothèque des Écoles françaises d’Athènes et de Rome. Band 91). Albert Fontemoing éditeur, Paris 1904, OCLC 603154728.
- Louis Petit (Hrsg.): Sacrorum conciliorum nova et amplissima collectio. Bände 37 bis 46. Welter, Paris 1905.
- Louis Petit (Hrsg.): Actes de l’Athos. Band 3: Actes d’Esphigménou. Impr. de l’Académie des sciences, Sankt Petersburg 1906, OCLC 928916183.
- Louis Petit (Hrsg.): Actes de l’Athos. Band 4: Actes de Zographou. Impr. de l’Académie des sciences, Sankt Petersburg 1907, OCLC 928916273.
- Louis Petit (Hrsg.): Actes de l’Athos. Band 5: Actes de Chilandar. Impr. de l’Académie des sciences, Sankt Petersburg 1911, OCLC 458024449.
- Louis Petit (Hrsg.): Actes de l’Athos. Band 6: Actes de Philothee. Impr. de l’Académie des sciences, Sankt Petersburg 1913, OCLC 928916617.
- Louis Petit (Hrsg.): Documents relatifs au concile de Florence. La question du purgatoire à Ferrare. Documents I–VI (= Patrologia Orientalis. Band 15/1). Éditions Brepols, Turnhout 1920, OCLC 764141946 (bnf.fr).
- Louis Petit (Hrsg.): Documents relatifs au concile de Florence. Œuvres anticonciliaires de Marc d’Ephèse. Documents VII–XXIV (= Patrologia Orientalis. Band 17/2). Éditions Brepols, Turnhout 1923, OCLC 764147602 (bnf.fr).
- Louis Petit: Bibliographie des acolouthies grecques (= Subsidia Hagiographica. Band 16). Société des Bollandistes, Brüssel 1926, OCLC 421724801 (uoc.gr [PDF; 209 kB]).
- Xénophon A. Sidéridès, Martin Jugie, Louis Petit (Hrsg.): Oeuvres complètes de Georges Scholarios. 8 Bände. Maison de la bonne presse, Paris 1928, OCLC 843359776.

### Artikel
- Le manuel canonique du moine Christophore. In: Les Echos d’Orient. Band 2, Nr. 3, 1898, S. 103–106 (persee.fr).
- L’entrée des catholiques dans l’Église orthodoxe. In: Les Echos d’Orient. Band 2, Nr. 4, 1898, S. 129–138 (persee.fr).
- Règlements généraux de l’église orthodoxe en Turquie. In: Orient Chrétien. Band 3, 1898, S. 393–424 (archive.org).
- Règlements généraux des Arméniens catholiques. In: Orient Chrétien. Band 4, 1899, S. 305–317 (archive.org).
- Le canoniste Agapios Leonardos. In: Les Echos d’Orient. Band 2, Nr. 5, 1899, S. 204–206 (persee.fr).
- Vie et ouvrages de Néophyte le Reclus. In: Les Echos d’Orient. Band 2, Nr. 6, 1899, S. 257–268 (persee.fr).
- La grande controverse des Colybes. In: Les Echos d’Orient. Band 2, Nr. 7, 1899, S. 321–331 (persee.fr).
- Du pouvoir de consacrer le Saint-Chrême. In: Les Echos d’Orient. Band 3, Nr. 1, 1899, S. 1–7 (persee.fr).
- Composition et consécration du Saint-Chrême. In: Les Echos d’Orient. Band 3, Nr. 3, 1900, S. 129–142 (persee.fr).
- Le moine Agapios Landos. In: Les Echos d’Orient. Band 3, Nr. 5, 1900, S. 278–285 (persee.fr).
- Le monastère de Notre-Dame de Pitié en Macédoine. In: Bulletin archéologique russe de Constantinople. Band 6, 1900, S. 1–153.
- Monodie de Théodore Prodrome sur Étienne Skylitzès, métropolitain de Trébizonde. In: Bulletin archéologique russe de Constantinople. Band 8, 1902, S. 1–14.
- Déposition du patriarche Marc Xylocaravi (15 janvier 1467). In: Orient Chrétien. Band 8, 1903, S. 144–149 (archive.org).
- Une bagarre au Saint-Sépulcre en 1698. In: Orient Chrétien. Band 8, 1903, S. 471–477 (archive.org).
- Bulle du patriarche Métrophane sur le mariage (août 1565). In: Orient Chrétien. Band 9, 1904, S. 139–143 (archive.org).
- Vie de Saint Athanase l’Athonite. In: Analecta Bollandiana. Band 25, 1906, S. 5–89 (archive.org).
- Typicon du monastère Kosmosotira près d’Ænos (1152). In: Bulletin archéologique russe de Constantinople. Band 13, 1908, S. 17–77.
- Le synodicon de Thessalonique. In: Les Echos d’Orient. Band 18, Nr. 114, 1918, S. 236–254 (persee.fr).
- Saint Jean Xénos ou l’Ermite d’après son autobiographie. In: Analecta Bollandiana. Band 42, 1924, S. 5–20 (archive.org).